# Torrents
Torrents ist ein spanischer Familienname.

## Namensträger
- Joaquín Torrents Lladó (1946–1993), spanischer Maler
- Josep Montserrat i Torrents (1932–2025), spanischer Philosoph, Koptologe und Publizist
- Laia Aubert Torrents (* 1986), spanische Skilangläuferin
- Mariona Aubert Torrents (* 1983), spanische Biathletin und Skilangläuferin
- Pep Torrents (1943–2011), spanischer Schauspieler und Synchronsprecher